# Friedrich Xaver Affolter
Friedrich Xaver Affolter (Solothurn, 1862. február 10. – Wiesloch, 1923. február 2.) svájci jogász.

## Életpályája
A solothurni gimnáziumba járt, 1881-től a heidelbergi egyetemen jogot tanult. 1885. február 26-án doktorált. 
1885-ben képviselte Németországot az arányos képviselettel foglalkozó nemzetközi konferencián Antwerpenben.
1890-ban a Badeni Nagyhercegség állampolgára lett.
Habilitációsí  kérelmét a badeni kulturális minisztérium 1897-ben jóváhagyta. 1897. június 30-án a  heidelbergi egyetemen nyerte el római és általános német magánjogból a „venia legendi”-t.
1901-ben rendkívüli professzornak majd 1920-ban rendes professzornak nevezték ki.

## Magánélete
1891-ban feleségül vett Elise Rosselt. Mindig bizonytalan pénzügyi helyzetben élt.